# Adágio ao Sol
Adágio ao Sol é um filme brasileiro de 1996, com direção de Xavier de Oliveira.

## Elenco
- Cláudio Marzo… Júlio
- Rossana Ghessa… Angélica
- Marcelo Moraes… Alvaro
- Edwin Luisi
- Mina Olivera… Odília (como Milena Nercessian)
- Carlos Bertholucci
- Marília de Moraes
- Luiz Serra
- Josué Torres